# 弁財 (上尾市)
弁財（べんざい）は、埼玉県上尾市の町名。現行行政地名は弁財一丁目および弁財二丁目。住居表示実施済み。郵便番号は362-0076。
市の人口統計などでは大石地区で分類されている。

## 地理
埼玉県の中央地域（県央地域）で、上尾市中央部の大宮台地上に位置する。町域の南側から東側にかけて柏座に隣接し、北側を春日や浅間台に隣接する。
中央部を東西にはなみずき通りが通り、町域の西境となる小泉や今泉の境を鴨川が流れ、新弁財橋が架けられている。
全域が市街化区域で主に第一種低層住居専用地域（主な通り沿いは第二種住居地域や第二種低層住居専用地域）に指定され、全体的に住宅地が広がっている。弁財通り沿いに「弁財商栄会」と記された街灯が設置され、商店街の名残がみられる。

### 地価
住宅地の地価は、2017年（平成29年）の公示地価によれば、弁財二丁目7−12の地点で12万1000円/m2となっている。

## 歴史
もとは江戸期より存在した武蔵国足立郡大谷領に属する弁財村であった。古くは近世初頭頃は中妻村と同様に上村（のちの沖之上村）の一部で、のちに分村したものと思われる。弁財村は「弁才村」や旧字で「辨才村」とも記されていた。村高は正保年間の『武蔵田園簿』では296石余（田83石余、畑206石余、他山高6石）、『元禄郷帳』および『天保郷帳』によると165石余であった。化政期の戸数は10軒余で、村の規模は東西2町、南北3町余であった。地名は昌福寺の鎮守弁財天社に因む。飛び地が沖ノ上・中妻両村の間や、沖ノ上・小泉・柏座・宮下村のうちに領していた。昌福寺の寺領（10石）が弁財村のうちにあった。
1875年（明治8年）の農業産物高は『武蔵国郡村誌』によると米45石、大麦75.6石、小麦21.5石、大豆21石、小豆1.2石、甘藷2000貫であった。
- はじめは旗本西尾氏の知行地[10]、のちに幕府領となる。
- 1624年（寛永元年）より知行は旗本柴田氏、1697年（元禄10年）頃より旗本春日氏の知行地となる[9]。
- 幕末の時点では足立郡弁財村であった。明治初年の『旧高旧領取調帳』の記載によると、旗本春日邦三郎の知行であった。昌福寺の寺領も存在した[注釈 1][16]。
- 1868年（慶応4年）6月19日 - 武蔵知県事・山田政則（忍藩士）の管轄となる。
- 1869年（明治2年） 
  - 1月13日 - 武蔵知県事・宮原忠英の管轄区域に大宮県を設置、同県の管轄となる。県庁は東京府馬喰町に置かれる。
  - 9月29日 - 県庁が浦和に置かれ浦和県に改称。
- 1871年（明治4年）
  - 1月5日 - 寺社領上知令で寺領が上知され、浦和県の帰属となる[17]。
  - 11月13日 - 第1次府県統合により埼玉県の管轄となる。
- 1872年（明治5年）
  - 3月 - 大区小区制施行により第19区に属す[18][19]。
  - 11月 - 地内の真崇寺（曹洞宗、昌福寺末）が廃寺となる[20]。
- 1879年（明治12年）3月17日 - 郡区町村編制法により成立した北足立郡に属す。郡役所は浦和宿に設置。
- 1884年（明治17年）7月14日 - 連合戸長役場制により成立した小泉村連合に属す。連合戸長役場は小泉村に設置[21]。
- 1889年（明治22年）4月1日 - 町村制施行に伴い、弁財村を含む区域をもって大石村が成立。弁財村は大石村の大字弁財となる[9]。
- 1955年（昭和30年）1月1日 - 大石村が合併によって上尾町となったことに伴い[22]、上尾町の大字となる。
- 1956年（昭和31年）12月10日 - 地内の鴨川に架かる弁財橋の改修工事が行なわれ、工費102840円で完了する[23][注釈 2]。工事は内田組が請負い、同月1日より着工され、ヒューム管（直径1500 ㎜、重量3.5トン）が伏せ込まれた。
- 1958年（昭和33年）7月15日 - 上尾町が市制施行して上尾市になり[22]、上尾市の大字となる。
- 1963年（昭和38年）4月 - 小学校の学区を上尾市立富士見小学校に変更する[24]。
- 1965年（昭和40年）4月 - 中学校の学区を上尾市立大石中学校から近傍に新設された上尾市立上尾中学校に変更する[24]。
- 1966年（昭和41年）7月1日 - 住居表示の実施に伴い[25]、弁財の一部から柏座・谷津・沖ノ上の各一部と併合して弁財一丁目・二丁目が成立する[26]。また大字弁財の一部が春日一丁目・二丁目の一部となる[27]。
- 1967年（昭和42年）7月1日 - 住居表示の実施に伴い[25]、大字弁財の一部から原新町が成立[26]。
- 1971年（昭和46年）8月7日 - 土地区画整理法による換地処分の実施に伴い[25]、大字弁財の一部から浅間台が成立[28]。
- 1971年（昭和47年）4月 - 地内に「浅間台幼稚園」が開園する[29]。
- 1980年（昭和55年） - 鴨川に橋長17.6メートルの新弁財橋が（旧）弁財橋の下流側に架設される[30]。
- 1984年（昭和59年）2月17日 - 地区内を流れる鴨川の改修工事に着手する[31]。
- 1986年（昭和61年）
  - 10月8日 - 大谷北部第一特定区画整理事業の完成により地番変更を実施。大字弁財、および弁財一丁目の一部が大字大谷本郷、大字小泉、大字谷津、大字今泉、大字壱丁目の各一部と併合して今泉一丁目が成立する[32]。
  - 12月 - 鴨川に架かる1350 mmヒューム管の（旧）弁財橋を橋長4メートルの鋼橋に架け替える[33]。なお、この橋は廃止され現存しない。
- 2009年（平成21年）12月16日 - 「弁財の大山灯籠行事」が市の登録文化財（無形民俗文化財）に指定される[34]。
- 2014年（平成26年）3月20日 - 弁財の浅間塚が市の登録文化財（有形民俗文化財）に指定される[35]。
- 2016年（平成28年）9月17日 - 小泉土地区画整理事業の完成により地番変更を実施。弁財一丁目の一部は小泉一丁目、弁財二丁目の一部は小泉五、九丁目に編入[36]。
- 2020年（令和2年）7月28日 - 「弁財地区街づくり協議会」が国土交通省の「まちづくりと景観を考える全国大会」で「まちづくり功労者国土交通大臣表彰」を受賞、その表彰状授与式が行われる[37]。

### 存在していた小字
- 谷中[10]
- 新井
- 前田
- 一本杉

以下は『武蔵國郡村誌』記載で未確認、または他の地域に属するもの
- 京ヶ崎[38]
- 寺の前
- 堀之内
- 金原

## 世帯数と人口
2019年（平成31年）1月1日現在（上尾市発表）の世帯数と人口は以下の通りである。
| 丁目       | 世帯数    | 人口    |
| ---------- | --------- | ------- |
| 弁財一丁目 | 522世帯   | 1,205人 |
| 弁財二丁目 | 524世帯   | 1,161人 |
| 計         | 1,046世帯 | 2,366人 |

## 小・中学校の学区
市立小・中学校に通う場合、学区（校区）は以下の通りとなる。
| 丁目       | 番地 | 小学校           | 中学校           |
| ---------- | ---- | ---------------- | ---------------- |
| 弁財一丁目 | 全域 | 上尾市立西小学校 | 上尾市立西中学校 |
| 弁財二丁目 | 全域 | 上尾市立西小学校 | 上尾市立西中学校 |

## 事業所
2021年（令和3年）現在の経済センサス調査による事業所数と従業員数は以下の通りである。
| 丁目       | 事業所数 | 従業員数 |
| ---------- | -------- | -------- |
| 弁財一丁目 | 15事業所 | 55人     |
| 弁財二丁目 | 20事業所 | 131人    |
| 計         | 35事業所 | 186人    |

## 交通
地区内に鉄道は敷設されていない。JR東日本高崎線上尾駅が最寄り駅であるが、弁財二丁目7番地12号からおよそ1.5 km離れている。

### 道路
地区内に国道や主要地方道・一般県道は通っていない。
- 小敷谷吉田通線[41]（はなみずき通り）
- バス通り[13] - 上尾市コミュニティセンター前の通り。名前の通り東武バスの路線が設定されている。
- 弁財通り[13] - 上尾市コミュニティセンター前から斜めに入り、はなみずき通リに至る通り。はなみずき通リが出来る前は鴨川を（旧）弁財橋で渡り、小泉に通じていた。

### バス
前述のバス通りに西上尾第一団地方面への路線バスが多数運行されている。
東武バスウエスト上尾営業所
地区内は「弁財入口」・「柏座下」バス停留所のみ設置されている。
上尾市コミュニティバス「ぐるっとくん」
- 大石領家北上尾線
- 平方丸山公園線

地区内は「弁財二丁目」・「弁財二丁目東」バス停留所が設置されている。

## 地域

### 町内会
- 弁財区会[44]

### 文化財・祭事
- 弁財の浅間塚 - 市登録有形民俗文化財[35]
- 弁財の大山灯籠行事 - 市登録無形民俗文化財[34]

### 施設
かつては鎮守の弁財天社のほか雷電社や稲荷社などがあったが、地内に神社は存在しない。旧大石村で村内にある神社の合祀が1907年（明治40年）に行われたためである。合祀先は小泉の氷川神社で、合祀後は八合神社に改称された。また、地内に街区公園や指定緊急避難場所は存在しない。
- 曹洞宗昌福寺[14]
- 弁財会館
- 弁財ふれあい会館
- 浅間台幼稚園